# Black Sabbath (chanson)
Pistes de Black Sabbath
The Wizard
(2)
Black Sabbath est une chanson du groupe de heavy metal anglais du même nom, écrite en 1969 et publiée sur le premier album du groupe Black Sabbath.

## Contexte
Selon le groupe, la chanson a été inspirée par une expérience que Geezer Butler avait racontée à Ozzy Osbourne. Dans les jours de Earth, Geezer Butler a recouvert son appartement de mat noir et a placé plusieurs crucifix inversés ainsi que des photos de Satan sur les murs. Osbourne a donné un livre de sorcellerie à Butler, l'a lu et l'a placé sur une étagère à côté de son lit avant de dormir. Il affirma avoir vu à son réveil une longue silhouette noire debout au bout de son lit, qui disparut ainsi que le livre selon Butler.
La version démo de cette chanson existe sur la compilation The Ozzman Cometh. La chanson a un verset supplémentaire avant le pont.
C'est l'une des chansons les plus jouées par le groupe.

## La musique
Steve Huey de AllMusic déclare que la chanson est un exemple dans lequel Black Sabbath affectionne des notes blues à des gammes pentatonique en blues standard et développe ainsi un riff heavy metal. Le riff principal est construit avec une progression harmonique en quinte diminuée. Cet intervalle particulier est souvent connu sous le nom de Diabolus In Musica, car il aurait des connotations sataniques dans la musique occidentale,,. La chanson Black Sabbath est l'un des premiers exemples de chansons heavy metal à faire usage de cet intervalle.

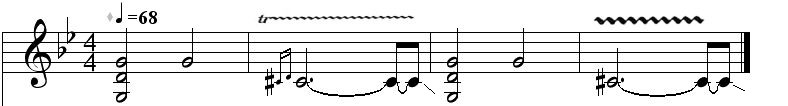
Le riff principal de "Black Sabbath" est l'un des exemples les plus célèbres de progression harmonique avec le triton Sol-do

## Reprises
- Flower Travellin' Band en 1970 sur l'album Anywhere[9]
- The Throwaways en 1993 sur l'album Postmadonna Primadonna.
- Type O Negative en 1994, sur l'album hommage à Black Sabbath Nativity in Black[10]
- Vader en 1994 sur les albums Sothis[11] et Future of the Past[12]
- LA Guns en 1996 sur l'album American Hardcore.
- Iced Earth en 2002 sur l'album Tribute to the Gods[13].
- Van Helsing's Curse en 2004 sur l'album Oculus Infernum[14].
- Thou en 2009 sur l'EP Through the Empires of Eternal Void[15].